# San Colombano al Lambro (vino)
Il San Colombano al Lambro, o San Colombano, è un vino DOC la cui produzione è consentita nel paese di San Colombano al Lambro nella città metropolitana di Milano, Graffignana e Sant'Angelo Lodigiano in provincia di Lodi, Miradolo Terme e Inverno e Monteleone in provincia di Pavia.

## Informazioni sulla zona geografica
La zona geografica delimitata ricade nella parte centro meridionale della Lombardia e comprende un territorio collinare nel mezzo della pianura Padana, a sud di Milano, tra la Pianura Lodigiana e la bassa Pavese. L’amministrazione spetta a tre province: Pavia, la parte sud-ovest, con i comuni di Miradolo Terme e Inverno Monteleone; Lodi, la parte nord-ovest, con i comuni di Graffignana e Sant’Angelo Lodigiano; Milano, la parte ad est con San Colombano al Lambro. La collina si alza dalla pianura circostante di circa 75 metri. Ha un’estensione da est ad ovest di 7 km per una larghezza di circa 2 km. L’origine geologica della collina di San Colombano è stata studiata a lungo e oggi sembra appurato che si tratta di un’appendice degli Appennini il cui cordone di collegamento è stato tagliato dal fiume Po. Altre ipotesi sostengono che la collina sia emersa in un’epoca successiva alla miocenica, per la natura corallifera, giustificando i ritrovamenti di coralli e conchiglie. Il versante sud della collina è composto da alcune vallate allungate verso il Po proprio a causa delle dirette erosioni, mentre la parte a nord, verso il Lambro, il profilo è più uniforme.
Dal punto di vista del pedopaesaggio i sottosistemi rappresentati sono per oltre il 90% della superficie riconducibili a terrazzi antichi rilevati sulla pianura costituiti da materiali fluvioglaciali grossolani; terrazzi ribassati rispetto ai primi; una porzione meridionale di pianura costituita da sedimenti fluviali fini tra Miradolo Terme e Monteleone; parte di pianura alluvionale inondabile, attraversata dal Cavo Nerone, sostituita da sedimenti recenti od attuali in zona di Miradolo Terme. L’altitudine dei terreni coltivati a vite è compresa tra 40 e 120 m s.l.m. con pendenza variabile dal 1 al 30%. Il clima dell’area è tipico della pianura Padana con una piovosità media annuale di circa 700-800 mm, con un minimo di precipitazioni nella stagione estiva ed invernale, ed il massimo collocato in primavera ed autunno.
L'orografia collinare dell’areale di produzione e le varie esposizioni da sud-est a sud-ovest, concorrono a determinare un ambiente luminoso, che insieme alle caratteristiche pedologiche rende la zona particolarmente adatta per la coltivazione dei vigneti del vino. Da tale area sono esclusi i terreni ubicati nelle zone di fondovalle o mal esposti alla radiazione solare o comunque non adatti a una viticoltura di qualità. La tessitura dei terreni contribuisce in maniera determinante all’ottenimento delle peculiari caratteristiche fisico, chimiche e strutturali del vino.
In particolare i terreni all’interno della zona DOP di San Colombano al Lambro hanno diverse conformazioni, in base alla esposizione e all’origine della collina con le sue numerose variabili. In genere si hanno suoli da moderatamente profondi a profondi, con tessiture da fini a moderatamente grossolane con presenze scarse di scheletro in superficie. La reazione dei suoli cambia molto facilmente lungo la pendenza della collina, passando da alcalina a sub-acida, con contenuti di calcare attivo medi e capacità di scambio cationico medie o elevate. Generalmente si trovano capacità drenanti discrete grazie alla presenza di scheletro in profondità. Le altitudini variano da 45 a 120 m s.l.m. con pendenze che oscillano dall’1 al 30%. Queste ultime sono più elevate nella zona della collina esposta a sud, andando a diminuire seguendo la collina a ovest, verso Miradolo Terme e Inverno Monteleone con tratti sempre più pianeggianti.
Il clima della zona è tipico della pianura padana ed è influenzato dalla vicinanza del fiume Po, il quale rende la stagione estiva calda con contenuti di umidità relativamente elevati, ma con forti escursioni termiche tra il giorno e la notte in grado di ottenere un microclima ottimale per la produzione di uva. Queste escursioni si accentuano nelle stagioni primaverili ed autunnali in concomitanza del massimo di precipitazione. All’interno della collina si formano così delle zone che abbinate all’esposizione e alle caratteristiche pedologiche creano delle situazioni particolarmente vocate alla coltivazione della vite.

## Storia
La diffusione della viticoltura nella zona di San Colombano risale all’epoca del Sacro Romano Impero, dimostrata da un documento del 918 d.c. in cui l’imperatore Corrado I di Franconia menziona la zona vitivinicola. È da sottolineare l’addensarsi di ritrovamenti archeologici che rappresentano l’indice evidente della presenza di numerosi micro insediamenti sparsi su tutta l’area, ma soprattutto in prossimità delle pendici del colle rivolte ad oriente. 
Alcune ricerche evidenziano che i tanti insediamenti erano agevolati dalla comunicazione diretta e abbastanza rapida da Milano all'epoca capitale: oltre alla autostrada fluviale rappresentata dal Lambro, vi era una via terrestre denominata il sentiero per Milano, collegata alla importante via Ticinum-Placentia.
Nelle epoche successive tale vocazione venne potenziata, perfezionata e arricchita, a partire dal medioevo da San Colombano, che recuperò la zona in decadenza a seguito del progressivo crollo dell’Impero Romano. Nell’età Carolingia il ripopolamento e il riutilizzo delle zone agricole venne infatti promosso dall'abbazia di San Colombano a Bobbio e dal monastero di Santa Cristina a Corteolona, permettendo il commercio con i mercati di Milano, Pavia e Lodi. Negli anni successivi vennero potenziate queste vie di comunicazione portando la viticoltura al secondo posto subito dopo i cereali. Significativo il fatto che gli affittuari dovevano versare all’amministrazione del monastero un terzo del raccolto in cereali, ma la metà del prodotto in vino, che a sua volta veniva venduto ai commercianti.
Il provvedimento che riguarda in modo diretto l’intensificazione della coltura del colle è il "Privilegio" del 19 novembre 1371 di Galeazzo II Visconti che instaura una vera colonizzazione per bonificare ed abitare queste terre. Al tempo dei Visconti i poderi distribuiti sul colle dovevano essere numerosi e le vigne erano beni riservati al Duca, che li affittò a terzi. Alcune terre erano state poi donate alla Certosa di Pavia, mentre una parte erano in proprietà a privati cittadini.
Nel 1396 Gian Galeazzo Visconti fondò la Certosa di Pavia, donando al nuovo ente ecclesistico anche 1290 ettari della zona Banina. I contratti agrari che seguirono, venivano attuati con canoni decisamente contenuti favorendo l’insediamento di nuove comunità. Da un documento risulta che in 1729 pertiche a vigna nel 1437 crescevano 22579 ceppi, di cui poco più della metà in vigneto specializzato e poco meno della metà in filari, intercalati a strisce a prato o a seminativo. Più di due terzi di questi filari era costituito da viti maritate. È intuibile che nelle aree più adatte alla coltivazione dei vigneti più pregiati fossero inseriti i vigneti specializzati. Nei documenti relativi alla consegna agli affittuari delle terre da coltivare risultano elencati anche strumenti enologici: torchi, tini, bigonce, botti, ecc. la tipologia dei vitigni cui sopra abbiamo fatto riferimento è ben evidenziata da Andrea Bacci nel suo monumentale trattato De naturali vinorum historia. Egli, descrivendo vitigni e vini del territorio a sud di Milano, dopo un riferimento puramente geografico a Lodi, in sostanza focalizza solo la vitivinicoltura di San Colombano.
All’inizio del 1600, la viticoltura era ben consolidata e da un’indagine risultava che 8/10 del territorio erano vitati e che la produzione annua media di vino era di circa 20000 ettolitri.
(Carlo Verri)
Con queste parole il conte milanese descriveva la realtà di San Colombano sulla quale si sofferma lungamente nei suoi Discorsi intorno al vino e alla vite. Una realtà che non riguardava soltanto le bellezze paesaggistiche ma, soprattutto, la qualità dell'uva e del vino prodotti. Nei discorsi del conte Verri intorno al vino e alla vite, viene descritta la coltivazione in collina:
( Carlo Verri, Discorsi intorno al vino e alla vite, 1824.)
Un risultato raggiunto grazie all'abilità e capacità dei vignaioli locali per i quali la coltura della vite, sempre secondo Verri, aveva raggiunto "l'apice della perfezione". I Cenni statistici della Provincia di Lodi e Crema per il 1833 conservati all’Archivio di Stato di Milano riportano che la collina di San Colombano veniva denominata “ronco” perché la maggior parte del terreno agrario era dedicato a terrazzi per la coltivazione della vite e che i suoi vini erano conosciuti in tutta la Lombardia e negli Stati limitrofi. Le principali uve coltivate erano la “vite dall’uva d’oro”, nativa di San Colombano, la Moradella e la Croatina.
Dai dati raccolti da Giovanni Battista Curti Pasini nel 1938, risulta che la produzione di uva è in continuo aumento; il territorio di San Colombano è di 1511 ettari, di cui 119 ettari occupati da fabbricati, acque, strade e sterili; 820 ettari sono coperti da vigneto specializzato, che dà una media di 127 quintali per ettaro, 280 sono a colture promiscue con vigneto, 395 a seminativo, 16 a prato e pascolo; la produzione annua è di 100.000 quintali d’uva da vite specializzata, 12.000 da vite promiscua; l’uva da tavola sale a 6.000; la frutta fresca (ciliegie e fichi) a 3.000 quintali circa. Le aziende agrarie vanno da tre pertiche all’ettaro e sono quasi 2500.
Il 18 luglio del 1984, l’area viticola banina è stata riconosciuta come zona a Denominazione di Origine Controllata, che prende il nome da Colombano di Bobbio. La tutela e la valorizzazione della produzione e commercializzazione del vino è stata potenziata dalla costituzione nel 1987, del consorzio Volontario Vino DOC di San Colombano al Lambro, di cui fanno parte 17 importanti aziende vitivinicole dell’area.
Nell’ultimo decennio del 1900 l’estensione agraria del comune era di circa 1000 ettari di cui 250 a vigneto. Questa superficie è suddivisa in 380 aziende, con una media inferiore all’ettaro per ciascuna. La riduzione risponde alla tendenza nazionale di mirare alla qualità più che alla quantità. I vitigni tradizionalmente conservati in coltura fino ad oggi sono la Croatina, l’Uva Rara, la Barbera, la Malvasia e la Verdea. 
Recentemente sono stati introdotti il Riesling italico e renano, i Pinot bianco e nero, lo Chardonnay, il Cabernet Sauvignon e il Merlot. Tra i sistemi di allevamento si sta estinguendo la pergola mentre si estendono quelle a spalliera agevolando le operazioni colturali. Gli ultimi 50 anni sono stati caratterizzati da un profondo cambiamento della viticoltura all’interno della zona DOC, con la continua specializzazione delle aziende vitivinicole che impegnano gran parte delle loro risorse nella ricerca della qualità. Infatti circa l’95% della produzione annuale di “San Colombano al Lambro” o “San Colombano” viene commercializzata in bottiglia, il che riassume il notevole sforzo dei produttori della zona.

## Tipologie

### San Colombano al Lambro Rosso

#### Base ampelografica
- croatina: 30-50%;
- barbera: 25-50%;
- uva rara: fino ad un massimo del 15%;

Possono inoltre concorrere, alla produzione di detto vino, anche le uve a bacca nera provenienti da uve di vitigni idonei alla coltivazione nella Regione Lombardia, presenti nei vigneti, da sole o congiuntamente, fino ad un massimo complessivo del 15% sul totale.

#### Caratteristiche al consumo
I vini rossi hanno un colore ricco, con riflessi violacei se molto giovane, porpora o rubino se è di media evoluzione. Il suo profumo è intenso e composito, con distinti sentori di mora, marasca e mandorle. Il sapore è secco e molto sapido, pieno e vigoroso, con un fondo ammandorlato. È un vino di buona struttura, vinoso, armonico, caldo e profumato.
- colore: rosso rubino di varia intensità;
- odore: vinoso, caratteristico;
- sapore: asciutto o abboccato, sapido, fresco, giovane, tranquillo o vivace; titolo alcolometrico volumico totale minimo: 11,00% vol;
- acidità totale minima: 5,00 g/l;
- estratto non riduttore minimo: 20,00 g/l.

È prevista la tipologia frizzante.
I vini con menzione "vigna" seguita dal toponimo, all'atto dell'immissione al consumo, devono rispondere alle seguenti caratteristiche:
Rosso
- colore: rosso rubino intenso;
- odore: vinoso, caratteristico;
- sapore: sapido, tranquillo, fine, di corpo, secco;
- titolo alcolometrico volumico totale minimo: 12,00% vol; acidità totale minima: 4,50 g/l;
- estratto non riduttore minimo: 22,00 g/l.

Rosso riserva
- colore: rosso rubino intenso con riflessi granati;
- odore: vinoso, caratteristico, gradevole;
- sapore: sapido, tranquillo, armonico, di corpo, secco;
- titolo alcolometrico volumico totale minimo: 12,50% vol; acidità totale minima: 4,50 g/l;
- estratto non riduttore minimo: 22,00 g/l.

Per questi vini è consentita la conservazione in recipienti di legno; il sapore di tali vini può rilevare lieve sentore (o percezione) di legno.
È facoltà del Ministero delle politiche agricole alimentari e forestali modificare, con proprio decreto, i limiti di acidità totale e dell'estratto non riduttore sopra indicati.

### San Colombano al Lambro Bianco

#### Base ampelografica
- chardonnay: minimo 50%;
- pinot nero: minimo 10%.

Possono inoltre concorrere alla produzione di detto vino anche le uve a bacca bianca provenienti da uve di vitigni, idonei alla coltivazione nella Regione Lombardia, presenti nei vigneti, da sole o congiuntamente, fino ad un massimo complessivo del 15% sul totale, con esclusione dei vitigni aromatici.

#### Caratteristiche al consumo
I vini bianchi hanno generalmente un colore giallo paglierino leggermente scarico, con riflessi verdognoli, brillante e tendente al cristallino. Il profumo è abbastanza intenso e persistente, floreale su fondo fragrante. È un vino adatto al medio affinamento, ampio, morbido e strutturato.
- colore: paglierino o paglierino più o meno intenso;
- odore: delicato, caratteristico;
- sapore: armonico, talvolta abboccato, fresco, giovane, tranquillo o vivace;
- titolo alcolometrico volumico totale minimo: 11,00% vol;
- acidità totale minima: 5,00 g/l;
- estratto non riduttore minimo: 15,00 g/l.

È prevista la tipologia frizzante.
I vini con la menzione "vigna" seguita dal toponimo, all'atto dell'immissione al consumo, devono rispondere alle seguenti caratteristiche:
- colore: paglierino
- odore: delicato, caratteristico;
- sapore: secco, armonico, fresco, giovane, tranquillo o vivace;
- titolo alcolometrico volumico totale minimo: 11,50% vol;
- acidità totale minima: 5,00 g/l;
- estratto non riduttore minimo: 15,00 g/l.

Per questi vini è consentita la conservazione in recipienti di legno; il sapore di tali vini può rilevare lieve sentore (o percezione) di legno.
È facoltà del Ministero delle politiche agricole alimentari e forestali modificare, con proprio decreto, i limiti di acidità totale e dell'estratto non riduttore sopra indicati.

## Tecniche di produzione

### Norme per la viticoltura
Le condizioni ambientali e di coltura dei vigneti devono essere quelle tradizionali della zona di produzione e, comunque, atte a conferire alle uve, al mosto ed ai vini le specifiche caratteristiche di qualità. Sono pertanto da considerarsi idonei ai fini dell'iscrizione allo schedario viticolo, unicamente i vigneti collinari e pedecollinari ben esposti con equilibrata proporzione di sabbia, limo e argilla, mentre sono da escludere in particolare i fondi valle ed i terreni in pianura.
Fermo restando i vigneti esistenti, i nuovi impianti e i reimpianti dovranno essere composti da un numero di ceppi per ettaro non inferiore a 2500. I vigneti di nuovo impianto o di reimpianto per la produzione dei vini recante la menzione di "vigna" seguita dal toponimo, dovranno avere un numero di ceppi per ettaro non inferiore a 3300.
I sesti d'impianto, le forme di allevamento ed i sistemi di potatura devono essere quelli generalmente usati nella zona o comunque atti a non modificare le caratteristiche dei vini: spalliera semplice o doppia, pergola a tetto inclinato, Casarsa GDC. Per i vigneti di nuovo impianto o di reimpianto per la produzione dei vini, recante la menzione "vigna" seguita dal toponimo, le forme di allevamento consentite sono: spalliera semplice o doppia, cordone speronato basso e Casarsa.
I sesti d'impianto sono adeguati alle forme di allevamento. La regione Lombardia può consentire diverse forme di allevamento qualora siano tali da migliorare la gestione dei vigneti senza determinare effetti negativi sulle caratteristiche delle uve.
La potatura, in relazione ai suddetti sistemi di allevamento della vite, deve essere corta.
È vietata ogni tipo di forzatura. È ammessa l'irrigazione di soccorso, a condizione che sia effettuata in modo da non alterare la tipicità del vino
La resa massima di uva a ettaro in coltura specializzata e il titolo alcolometrico volumico naturale minimo delle uve destinate alla produzione dei vini sono:
|                                                     | T/ha | vol/% |
| --------------------------------------------------- | ---- | ----- |
| "San Colombano al Lambro" o "San Colombano" Rosso:  | 11   | 10,50 |
| "San Colombano al Lambro" o "San Colombano" Bianco: | 11   | 10,50 |

La resa massima di uva a ettaro in coltura specializzata e il titolo alcolometrico volumico naturale minimo delle uve destinate alla produzione dei vini recante la menzione "vigna" seguita dal toponimo, sono:
|                                                            | T/ha | vol/% |
| ---------------------------------------------------------- | ---- | ----- |
| "San Colombano al Lambro" o "San Colombano" Rosso:         | 11   | 11,50 |
| "San Colombano al Lambro" o "San Colombano" Rosso riserva: | 10   | 12    |
| "San Colombano al Lambro" o "San Colombano" Bianco:        | 11   | 11    |

Anche in annate favorevoli, la produzione di uva per ettaro dovrà essere riportata, nei limiti sopra indicati, purché la produzione globale di uva del vigneto non superi del 20% le rese prestabilite.
La Regione Lombardia, con proprio decreto, su proposta del Consorzio di tutela, sentite le organizzazioni di categoria interessate, ogni anno prima della vendemmia può, in relazione all'andamento climatico ed alle altre condizioni di coltivazione, stabilire un limite massimo di produzione inferiore a quello fissato, dandone immediata comunicazione all’organismo di controllo.

### Norme per la vinificazione
Le operazioni di vinificazione, elaborazione e invecchiamento devono essere effettuate nell'ambito dei territori amministrativi dei comuni di San Colombano al Lambro in provincia di Milano, di Graffignana e Sant'Angelo Lodigiano in provincia di Lodi, di Miradolo Terme, Inverno e Monteleone e Chignolo Po in provincia di Pavia. Le operazioni per la elaborazione dei vini frizzanti sono autorizzate anche nell'ambito delle province di Piacenza e Pavia. Tuttavia è consentito che suddette operazioni di vinificazione, elaborazione e invecchiamento siano effettuate in cantine situate fuori dalla zona di produzione delle uve - ma a non più di 3 km in linea d'aria dal confine della stessa e che siano pertinenti a conduttori di vigneti ammessi alla produzione dei vini. La deroga, come sopra prevista, è concessa dal Ministero delle politiche agricole alimentari e forestali, sentita la Regione interessata e comunicata all'Ispettorato repressione frodi e alle Camere di commercio competenti per territorio.
È consentito l'arricchimento dei mosti e dei vini, nei limiti stabiliti dalle norme comunitarie e nazionali. È ammessa la colmatura dei vini in corso di invecchiamento obbligatorio, con vini aventi diritto alla stessa denominazione di origine, di uguale colore e varietà di vite, ma non soggetti ad invecchiamento obbligatorio, per non oltre il 5% per la complessiva durata dell'invecchiamento.
Nella vinificazione sono ammesse le pratiche enologiche tradizionali, leali e costanti, pur tenendo opportunamente conto degli adeguamenti tecnologici e della ricerca atte a conferire ai vini derivati le peculiari caratteristiche.
La resa massima dell'uva in vino, compreso l'eventuale arricchimento, e la produzione massima di vino per ettaro, sono:
|                                                     | uva/vino % | hl/ha |
| --------------------------------------------------- | ---------- | ----- |
| "San Colombano al Lambro" o "San Colombano" Rosso:  | 70         | 77    |
| "San Colombano al Lambro" o "San Colombano" Bianco: | 70         | 77    |

La resa massima dell'uva in vino e la produzione massima di vino per ettaro delle uve destinate alla produzione dei vini recanti la menzione "vigna" seguita dal toponimo, sono:
|                                                            | uva/vino % | hl/ha |
| ---------------------------------------------------------- | ---------- | ----- |
| "San Colombano al Lambro" o "San Colombano" Rosso:         | 70         | 77    |
| "San Colombano al Lambro" o "San Colombano" Rosso riserva: | 70         | 70    |
| "San Colombano al Lambro" o "San Colombano" Bianco:        | 70         | 77    |

La resa massima dell'uva in vino finito, pronto per il consumo, non deve essere superiore al 70%. Qualora superi detto limite, ma non il 75%, l'eccedenza non ha diritto alla denominazione di origine controllata. Oltre il 75% decade per tutto il prodotto il diritto alla denominazione di origine controllata.
- Il vino a denominazione di origine controllata "San Colombano al Lambro" o "San Colombano" Bianco recante la menzione "vigna" seguita da toponimo, prodotto nel rispetto del presente disciplinare, può essere affinato anche in legno e immesso al consumo dopo avere maturato almeno tre mesi di affinamento in bottiglia a decorrere dalla data di imbottigliamento.

- Il vino a denominazione di origine controllata "San Colombano al Lambro" o "San Colombano" Rosso recante la menzione "vigna" seguita da toponimo, prodotto nel rispetto del presente disciplinare, può essere affinato anche in legno e immesso al consumo a decorrere dal 1º settembre dell'anno successivo alla vendemmia avendo maturato almeno tre mesi di affinamento in bottiglia.

- Il vino a denominazione di origine controllata "San Colombano al Lambro" o "San Colombano" recante la menzione "vigna" seguita da toponimo, prodotto nel rispetto del presente disciplinare, se immesso al consumo dopo un periodo di invecchiamento obbligatorio non inferiore ai 24 mesi, a partire dal 1º novembre dell'anno di produzione delle uve, di cui almeno 12 in recipienti di legno, può fregiarsi del termine "Riserva"[1].

### Qualificazioni
Alla denominazione di origine controllata è vietata l'aggiunta di qualsiasi qualificazione diversa da quelle previste nel presente disciplinare, ivi compresi gli aggettivi "extra", "fine", "scelto", "selezionato" e similari. Nella designazione dei vini può essere utilizzata la menzione “vigna” a condizione che sia seguita dal relativo toponimo o nome tradizionale, che la vinificazione e la conservazione del vino avvengano in recipienti separati e che tale menzione venga riportata sia nella denuncia delle uve, sia nei registri e nei documenti di accompagnamento e che figuri nell’apposito elenco regionale ai sensi dell’art. 6 comma 8, del decreto legislativo n. 61/2010.
Nella presentazione e designazione dei vini deve essere riportata l'indicazione dell'annata della vendemmia da cui il vino deriva.

### Confezionamento
I vini recanti la menzione "vigna" seguita dal toponimo, devono essere posti in vendita in recipienti di capacità fino ai cinque litri.
Tutti i vini, se confezionati in recipienti inferiori a cinque litri, devono essere immessi al consumo solo in bottiglie di vetro e con tappo raso bocca. L'uso del tappo di sughero raso bocca è obbligatorio per i vini recanti la menzione "vigna".